# Crvena lubanja
Crvena lubanja je ime koje dijeli nekoliko izmišljenih likova, a svi su superzločinci u stripovima koje izdaje Marvel Comics. Svi su oni bili neprijatelji Kapetana Amerike, drugih superjunaka, te Sjedinjenih Država općenito. Prva dva nositelja imena bili su nacistički agenti dok je treći bio komunist. 
Crvena lubanja se prvi put pojavljuje u stripu Captain America Comics u broju 1 1941. godine. Prvi Crvena lubanja (George Maxon) bio je američki tvorničar, i postao nacistički saboter. Drugi Crvena lubanja (Johann Schmidt) je originalni i trenutni Crvena lubanja, te ga agencija S.H.I.E.L.D. smatra za jednu od najvećih prijetnji čovječanstvu. On je i dugogodišnji i najveći neprijatelj Kapetana Amerike. Treći Crvena lubanja (Albert Malik) je najpoznatiji po tome što je uzrokovao smrt roditelja Petera Parkera, time učinivši siroče od dječaka koji će poslije postati Spiderman.

## Povijest

### George Maxon
Kronološki po datumu objave, prvi Crvena lubanja koji se pojavio u stripovima 1940-ih bio je George John Maxon, američki biznismen i nacistički agent koji je vodio grupu špijuna i sabotera. Sukobio se s Kapetanom Amerikom tijekom njegovih prvih dviju misija. Težak protivnik, za Maxona se mislio da je ubijen tijekom njihovog posljednjeg susreta, iako će se pojaviti još jednom u "Silver Age". Kasnije je otkriveno da je Maxon zapravo agent Johanna Schmidta, pravog nositelja naziva Crvena lubanja.

### Johann Schmidt
Pravi i najpoznatiji Crvena lubanja bio je Johann Schmidt, koji je rođen u Njemačkoj od Hermanna i Marte, koja je umrla tijekom porođaja. Dan nakon toga, Hermann je počinio samoubojstvo. Tek rođeno dijete, prozvano Johann, je završilo u sirotištu.
Sedam godina poslije, Johann je pobjegao iz sirotišta i počeo živjeti na ulici, gdje je postao žrtva zlostavljanja i nasilja starijih dječaka. Kasnije je pronašao posao kao pomoćnik u trgovini, gdje se zaljubio u vlasnikovu kćer. Kada ga je ona odbila, Johann ju je ubio lopatom; to je bila njegova prva žrtva i te noći je otkrio zadovoljstvo koje mu pruža nasilje i ubijanje. Postavši konobar u luksuznom hotelu, jedan dan posluživao je sobu u kojoj je odsjeo Adolf Hitler. Nacistički führer, bijesneći na svoje časnike koji nisu dobro izvršavali njegove naredbe, rekao je tada kako može naučiti bilo koga, pa čak i tog konobara, kako da postane idealni nacist. (U šestodijelnoj strip seriji "Red Skull Incarnate" otkriva se da je Schmidt sam iscenirao taj susret tijekom Noći dugih noževa te tada Hitleru spasio život i tako zadobio njegovo povjerenje.)
Treniran od Hitlera osobno, Schmidt je dobio jedinstvenu uniformu i masku u obliku groteskne crvene lubanje zbog koje je postao poznat kao Crvena lubanja. Okrutan i lukav, Schmidt nije imao supermoći, osim izvanredne fizičke snage stečene opsežnim treniranjem. Njegovo glavno oružje je "crvena prašina", plin sposoban ubiti svakoga tko dođe s njim u kontakt. Na misijama na koje ga je slao Hitler, Crvena lubanja bio je jedan od najnasilnijih i najnemilosrdnijih nacističkih ratnih zločinaca, a njegovi postupci natjerali su vladu SAD-a na stvaranje savršenog super-vojnika, koji bi ga mogao poraziti: Kapetana Amerike. 
U Europi tijekom Drugog svjetskog rata, Lubanja je osobno vodio mnoge vojne akcije i nadzirao pljačkanje mnogih gradova i mjesta, u nekoliko slučajeva Lubanja je naredio i nadzirao istrjebljenje stanovništva čitavih gradova. Lubanja je također organizirao "vučji čopor" podmornica koje su potapale trgovačko brodovlje diljem svijeta, često pod Lubanjinim osobnim zapovjedništvom.
Isprva se Hitler ponosio uspjesima svog štićenika i dao je Lubanji što god je ovaj želio. Hitler je time financirao gradnju tajnih baza za Lubanju u različitim mjestima širom svijeta, od kojih su mnoge bile opremljene s vrlo naprednim eksperimentalnim oružjem i uređajima koje su razvili nacistički znanstvenici. Lubanja je bio osobito zainteresiran za nabavu tehnologije i oružja koja bi mogao koristiti za potrebe diverzija i ratovanja. Tijekom rata je ukrao planove za "nullatron" uređaj kojim bi mogao kontrolirati ljudski um, i naredio nacističkim znanstvenicima da razviju projektor koji bi mogao zaokružiti i ograditi dijelove gradova unutar energetskih polja.
No, iako se Lubanja uvijek divio Hitleru kao svom ideološkom uzoru, nikada nije bio zadovoljan s time da mu stalno bude podređen. Lubanja je oteo i ubio mnoge od Hitlerovih najbližih savjetnika i na kraju postao drugi najmoćniji čovjek u Trećem Reichu. Hitler više nije mogao učinkovito kontrolirati Lubanju i počeo ga se bojati, pogotovo jer je Lubanja odlučio jednog dana zamijeniti Hitlera.
Nakon što poznati vojni časnik barun Wolfgang von Strucker nije uspio u jednoj misjiji zbog čega ga je Hitler osudio na smrt, Crvena lubanja je poslao Struckera u Japan kako bi stvorio organizaciju koja će sve pripremiti za preuzimanje vlasti na Dalekom istoku pod Lubanjinim vodstvom. Na istoku Strucker se pridružio organizaciji koja je poslije postala poznata kao HYDRA, prekino veze s Lubanjom, postao šef HYDRE, i preobrazio ju u veliku prijetnju svjetskom miru.
Kako je svjetski rat bjesnio, Hitler se zakleo da, ako ne može osvojiti svijet, onda će ga uništiti. Da bi se postigao ovaj cilj, Lubanja je predložio gradnju pet divovskih ratnih strojeva, takozvanih Spavača, koji će biti skriveni na raznim mjestima, a zatim uništiti Zemlju ako Saveznici dobiju rat. Hitler je oduševljeno pristao, nesvjestan da Lubanja namjerava iskoristiti Spavače za osvajanje svijeta ako Hitlerov Treći Reich bude poražen.
Crvena lubanja i Kapetan Amerika sukobili su se nekoliko puta tijekom Drugog svjetskog rata, a nakon rata se činilo da je nemilosrdni zločinac poginuo zatrpan u bunkeru srušenom od detonacija savezničkih bombi. No on je preživio, ali je ostao zamrznut zbog slučajnog izlaganja njegovog tijela pokusnom plinu koji je trebao poslužiti za produžavanje života Hitleru, ako Treći Reich pobijedi u ratu.

### Albert Malik
Bez obzira na to što je Crvena lubanja nestao 1945., njegova slava se pokazala kao dovoljno velika da bi još mogla biti od koristi. 1953., agent sovjetske tajne službe KGB Albert Malik je u Alžiru uspostavio svoju špijunsko-kriminalnu organizaciju, preuzevši identitet Crvene lubanje. Iako se predstavljao kao originalni Crvena lubanja, Malik je služio sovjetskim interesima. S vremenom je Malik prekinuo svoje veze sa Sovjetskim Savezom, te uzrokovao smrt Richarda Parkera i njegove žene Mary Fitzpatrick-Parker, roditelja Petera Parkera, dječaka koji će jednog dana postati Spiderman.

### Povratak Johanna Schmidta
S vremenom, teroristička organizacija A.I.M. je otkrila mjesto gdje je nestao originalni Crvena lubanja, Johann Schmidt, te su ga oživjeli. Probuđen u suvremenom dobu, Lubanja je na veliku radost otkrio da je i njegov najveći protivnik preživio rat, te su njih dvojica nastavili svoju beskrajnu borbu.

## Ostali mediji

### Film
- U niskobudžetnom filmu Kapetan Amerika iz 1990., Crvenu lubanju glumio je Scott Paulin. U toj inačici priče, Crvena lubanja bio je Tadzio de Santis, talijanski fašistički časnik koji je zahvaljujući genetskim pokusima koji su provođeni nad njim u djetinjstvu, postao nadčovjek.
- U filmu Kapetan Amerika: Prvi osvetnik iz franšize Marvel Cinematic Universe, Crvenu lubanju/Johanna Schmidta glumi Hugo Weaving. U filmu, on je SS Obergruppenführer, te osnivač i vođa specijalne divizije njemačke vojske zvane HYDRA. 1940. na sebi je iskušao specijalni serum, proizvod profesora Abrahama Erskinea, koji mu je uvelike pojačao fizičku snagu, ali mu je i deformirao lice koje je dobilo izgled crvene lubanje. Nakon što 1942. u Norveškoj pronađe Tesseract, tajanstveni predmet neslućenih moći koji je navodno sam bog Odin ostavio na Zemlji, odluči se odvojiti od nacista, zbaciti Hitlera s vlasti, i sam zavladati svijetom. Svojim izvanredno naprednim naoružanjem zadao je velike probleme savezničkim snagama na europskim bojištima. 1945., pri pokušaju da uništi SAD golemim superbombarderom naoružanim atomskim bombama, sukobio se s Kapetanom Amerikom, te je nestao u izboju svjetlosti koji je stvorio Tesseract.
  - Schmidt se ponovno pojavljuje u filmu Osvetnici 3: Rat beskonačnosti iz 2018. gdje je Weavinga u ulozi zamijenio Ross Marquand. U potrazi za kamenjem beskonačnosti intergalaktički zločinac Thanos odlazi na planet Vormir gdje se otkriva da je Tesseract (kamen moći) 1945. teleportirao Schmidta na Vormir kako bi ondje zauvijek čuvao jedan od kamenja, kamen duše. Schmidt Thanosu objasni kako uzeti kamen, te ovaj žrtvuje svoju posvojenu kćer Gamoru kako bi ga se domogao, time oslobodivši Schmidta njegove dužnosti.
  - Ross Marquand je ponovio ulogu Schmidta u filmu Osvetnici 4: Završnica iz 2019. Nakon što je Thanos uz moć kamenja beskonačnosti istrijebio pola sveg života u svemiru, te zatim uništio kamenje kako nitko ne bi mogao poništiti njegovo djelo, Osvetnici otkrivaju način putovanja kroz vrijeme kako bi uzeli kamenje iz prošlosti. Hawkeye i Crna udovica otputuju na Vormir u godini 2014. te im Schmidt objašnjava da moraju žrtvovati ono što najviše vole kako bi se domogli kamena duše. Crna udovica tada počini samoubojstvo kako bi Hawkeye mogao uzeti kamen.

### Televizija
- Crvena lubanja se pojavljuje u animiranoj seriji Spider-Man iz 1994. U seriji, glas mu posuđuje Earl Boen.
- Crvena lubanja pojavljuje se u animiranoj seriji Avengers: Earth's Mightiest Heroes gdje mu glas posuđuje Steven Blum. U toj inačici, on je jedan od zamjenika Baruna Zema, zapovjednika HYDRE, nacističke znanstvene organizacije. Nakon drugog svjetskog rata, infiltrira se u vladu SAD-a pod imenom Dell Rusk (anagram on njegovog engleskog naziva Red Skull) i postane ministar obrane. Kada pokuša divovskim robotom zvanim Spavač uništiti Washington, DC, poraze ga i zarobe Osvetnici.
- U animiranoj seriji Avengers Assemble Crvenoj lubanji glas posuđuje Liam O'Brien. Njegov izgled i biografija u seriji su uvelike bazirani na prikazu iz filma Kapetan Amerika: Prvi osvetnik. Nakon što otkrije da ga serum koji ga je preobrazio u super vojnika polako ubija, otme Kapetana Ameriku i namjesti zamjenu umova. No Osvetnici napadnu njegovu bazu i obrnu proces. Nakon toga, Lubanja otima Iron Manovo oklopno borbeno odijelo (koje ga također održava na životu), proziva se Željezna lubanja (Iron Skull), te osniva Kabalu, grupu superzločinaca kojima staje na čelo.